# ESV Wittenberge 1888
Der Eisenbahnersportverein (ESV) Wittenberge 1888 e. V. ist in der nordbrandenburgischen Stadt Wittenberge beheimatet. Er unterhält 2008 zwölf Sportabteilungen unter anderem für die populären Sportarten Fußball, Leichtathletik, Schwimmen, Radsport, Tischtennis, Ringen und Schach. Die Fußballabteilung nutzt die vereinseigenen ESV-Sportanlage, den Leichtathleten steht das stadteigene Ernst-Thälmann-Stadion zur Verfügung. 

## Allgemeine Entwicklung

Historisches Wappen der BSG Lokomotive Wittenberge

Der ESV führt seine Entstehungsgeschichte bis auf den 1888 gegründeten Wittenberger Turnverein 88 zurück. 1919 spaltete sich der Wittenberger SV 1888 ab, der 1938 in den Reichsbahn TSV 1888 Wittenberge umgewandelt wurde. Dieser stand bis 1945 in Konkurrenz mit den Vereinen Singer und Nordeuma, ohne durch besondere Erfolge bekannt zu werden. 
1945 wurden auf Betreiben der sowjetischen Besatzungsmacht alle Sportvereine verboten. Zur Fortführung des zunächst nur auf Kreisebene gestatteten Sportverkehrs gründeten sich in Wittenberge mehrere locker organisierte Sportgemeinschaften, die ab 1948 auf zentrale Anordnung von Betriebssportgemeinschaften (BSG) übernommen wurden. Das Wittenberger Reichsbahnausbesserungswerk gründete am 18. Februar 1949 die BSG Verkehr Wittenberge, die mit 375 Mitgliedern begann. Nach Gründung der zentralen Sportvereinigung Lokomotive für alle Reichsbahn-Betriebssportgemeinschaften nahm die Wittenberger BSG zum 1. Mai 1950 den Namen Lokomotive Wittenberge an. 
Die BSG unterhielt mehrere Sportsektionen. Die erfolgreichsten waren die Sektionen Handball, Federball (Badminton), Tischtennis und Fußball. Die Handballdamen belegten 1953 den 3. Platz bei den DDR-Meisterschaften, die Federballmannschaft wurde 1960 bei der ersten DDR-Meisterschaft 5. und die Tischtennismannschaft spielte 1966 in der zweitklassigen DDR-Liga.

## Entwicklung des Fußballsports
Die Fußballsektion stand zeit ihres Bestehens im Schatten der BSG Chemie/Veritas Wittenberge. Die BSG Verkehr begann 1949 in der drittklassigen Bezirksklasse Brandenburg, nach Einführung des neuen Ligensystems im DDR-Fußball 1952 wurde die BSG Lok in die ebenfalls drittklassige Bezirksliga Schwerin eingestuft. Von dort stieg sie 1960 für zwei Jahre in die zu dieser Zeit drittklassige II. DDR-Liga auf. Anschließend wurde bis 1969 wieder in der Bezirksliga gespielt. 1965 wurde Lok Wittenberge Bezirksmeister, verpasste aber in der anschließenden Aufstiegsrunde sieglos den Aufstieg in die zweitklassige DDR-Liga. In der Saison 1968/69 stieg die Mannschaft für ein Jahr in die Bezirksklasse ab und erreichte danach in der Spielzeit 1970/71 Platz 11 in der Bezirksliga. Danach wurde die Mannschaft zurückgezogen und tauchte bis zum Ende des DDR-Fußballs 1990 nicht mehr im Bezirksmaßstab auf. 
DDR-weit machte die BSG Lok Wittenberge durch zahlreiche Teilnahmen am FDGB-Fußballpokal-Wettbewerb auf sich aufmerksam. Zwischen 1954 und 1964 hatte sie sich sechsmal für den DDR-Wettbewerb qualifiziert. 1954, 1956 und 1957 scheiterten die Wittenberger erst in der dritten Runde. Zu den prominentesten Gegnern gehörten 1954 der spätere DDR-Meister SC Turbine Erfurt (0:5) und 1957 der spätere Oberligaaufsteiger SC Empor Rostock (0:2). Insgesamt betritt Lok Wittenberge 13 Spiele im FDGB-Pokal, von denen sieben gewonnen wurden.

## Situation nach 1990
Nach der Veränderung der ökonomischen Verhältnisse infolge der politischen Wende von 1989 stellte das Reichsbahn-Ausbesserungswerk die Förderung der Betriebssportgemeinschaft Lokomotive ein. Unter dem Dach des Verbandes Deutscher Eisenbahner-Sportvereine gründeten daraufhin BSG-Mitglieder den eingetragenen Verein ESV Wittenberge 1888. Bei der Namensgebung hatte man Bezug auf den alten Verein Reichsbahn TSV 1888 genommen. Der neue Verein führte die meisten der in der bisherigen BSG geführten Sportarten weiter. Die Abteilung Tischtennis war bisher am erfolgreichsten, die Männer spielten 2008 in der Landesliga. Der Fußball ist derzeit nur mit einer Frauenmannschaft, die in der Kreisliga spielt und einem Altherrenteam vertreten. 